# Кантило, Хосе Луис
Хосе Луис Кантило (исп. José Luis Cantilo; 6 февраля 1871, Буэнос-Айрес — 11 октября 1944, там же) — аргентинский юрист и политический деятель, дважды занимавший должности губернатора провинции Буэнос-Айрес и мэра Буэнос-Айреса. Представлял партию Гражданский радикальный союз.
Учился на юриста в национальном колледже Буэнос-Айреса, затем в Париже. В 1889 году, как личный друг и соратник будущего президента Иполито Иригойена, Кантило присоединился к его политической партии Гражданский союз. В 1891 он встал у истоков создания оппозиционного Гражданского радикального союза. В 1895 избран депутатом от провинции Буэнос-Айрес.
После избрания Иригойена президентом его соратник Кантило в течение нескольких лет попеременно служил на должностях губернатора провинции Буэнос-Айрес (1917—1918 и 1922—1926) и мэра-интенданта столицы (1919—1921 и 1928—1930). Будучи мэром, он способствовал строительству и росту Буэнос-Айреса. По его инициативе в городе появился район Кафферата, застроенный недорогими жилыми домами, строительство которых субсидировало правительство. В качестве губернатора провинции, он создал провинциальную спортивную организацию. С 1936 по 1940 год был депутатом национального конгресса Аргентины от Буэнос-Айреса и председателем его нижней палаты.
Помимо своей государственной деятельности, Хосе Кантило был членом Национальной академии истории Аргентины, Института истории Перу, Национальной академии истории Эквадора и историко-географического института Уругвая. В его честь назван проспект в Буэнос-Айресе.